# Monteu Roero
Monteu Roero (piemontiul: Montèj) település Olaszországban, Piemont régióban, Cuneo megyében. Lakosainak száma 1611 fő (2023. január 1.). Monteu Roero Canale, Montaldo Roero, Pralormo, Santo Stefano Roero, Vezza d’Alba és Ceresole Alba községekkel határos.

## Népesség
A település lakossága az elmúlt években az alábbi módon változott:
| Lakosok száma | 1627 | 1618 | 1611 |
|               | 2017 | 2018 | 2023 |